# 桑尼·苏尔季克

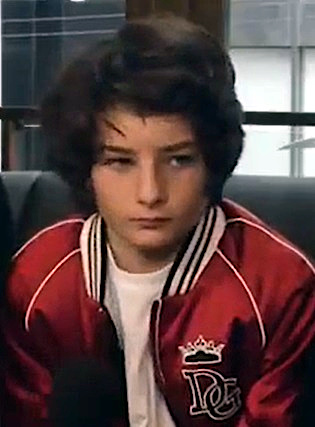
桑尼·苏尔季克

桑尼·苏尔季克 （ 2005年8月10日—） 是一位美国演员和音乐家。他曾飾演電影《圣鹿之死》中的鲍勃 (Bob)一角 ，還為2018年的电子游戏《戰神》中的阿特柔斯（奎托斯之子）的配音，他還是阿特柔斯的动作捕捉演员。他在该游戏2022年续集《戰神：諸神黃昏》中再次為阿特柔斯配音。2018 年，苏尔季克在电影《90年代中期》中首次飾演主角 ，并凭借该片获得評論家選擇電影獎最佳年輕演員提名。